# Oosterschelde; Windkracht 10
Oosterschelde; Windkracht 10 is een boek, geschreven door Jan Terlouw. Het boek kwam uit in 1976 en bestaat uit twee delen. Het eerste deel vertelt over de Watersnood van 1953 en het tweede deel vertelt over de sluiting van de Oosterschelde en de manier waarop dit moet gebeuren. Uiteindelijk gebeurt dit door middel van de Oosterscheldekering, die in 1986 af was. Dit gebeurde dus nadat het boek is uitgekomen.

## Inhoud

### Eerste deel
Het boek gaat over de familie Strijen. In het begin van het boek - voor de watersnood van 1953 -bestaat de familie uit vader en moeder Strijen, hun kinderen Anne, Hennie en Piet. Ook woont opoe bij hun in. Henk Boeschoten, de vriend en later de man van Anne, is ook één van de hoofdpersonen.
Als Anne op een dag in het voorjaar van 1952 uit zeilen gaat, ziet ze op de Grevelingen een kistje drijven. In een poging het kistje binnen te halen, slaat haar bootje om. Als Anne de oever bereikt en haar kleren te drogen hangt, wordt ze gezien door agent Giel Nolen. Deze doet alsof hij haar, vanwege haar brutale reactie op zijn verschijnen, een proces-verbaal geeft.
Bij thuiskomst in Battenoord openen Henk en Anne het kistje, dat vol blijkt te zitten met aantekeningen van een zekere heer Brooshoofd, wiens lijk maanden later wordt gevonden.
Nolen vermoedt dat Anne, die inmiddels ook in verwachting is, verkracht is door Brooshoofd, waarop zij hem gedood heeft. Henk, inmiddels getrouwd met Anne, is echter de vader van het ongeboren kind, maar Nolen laat Anne verhoren en verspreidt de roddel, ook als later blijkt dat zij Brooshoofds dood niet op haar geweten heeft.
Enkele maanden later, op 31 januari 1953, staat het water bij eb al hoog aan de dijk. Henk en Piet besluiten bewoners te gaan waarschuwen voor een dijkdoorbraak. Ze helpen met het redden van mensen, waarbij Piet verdrinkt. De boerderij van familie Strijen wordt door het water weggeslagen en ook Opoe verdrinkt in de golven.
Aan het eind van het eerste deel wordt de familie Strijen gered en herenigd met Hennie, die tijdens de ramp bij een vriendin logeert, en Henk, die zichzelf heeft kunnen redden. In een opvanghuis krijgt Anne weeën. Intussen horen vader Strijen en Henk de waarheid achter de dood van Brooshoofd. Een dijkgraaf, die door hem wordt beschuldigd van corruptie, rijdt hem aan, waarop een ruzie ontstaat. Brooshoofd pakt een mes, maar steekt zichzelf en valt neer. De dijkgraaf verbergt zijn lijk, uit angst zelf betrapt te worden.
Bij terugkomst hoort Henk dat hij vader is geworden: Anne is van een zoon bevallen.

### Tweede deel
Het tweede deel van het boek speelt zich ruim twintig jaar later af, in 1973-1974. Anne en Henk wonen in Zierikzee, samen met hun in 1953 geboren zoon Piet en hun tweede zoon Valeer. Laatstgenoemde krijgt in dit deel een belangrijke rol.
Omdat Valeer niet goed meekomt op school, gaat hij in de mosselvisserij werken. Dat de Oosterschelde openblijft, is voor hem en zijn collega's noodzakelijk. De rest van de familie staat lijnrecht tegenover hem, met de watersnoodramp in hun achterhoofd.
Later in het tweede deel volgen talloze discussies over het wel of niet openhouden van de Oosterschelde. In november 1974 beslist de Tweede Kamer dat het compromis, een stormvloedkering die open en dicht kan, wordt uitgevoerd. Hiermee zijn de belangen van alle familieleden behartigd.